# Karl Hans Janke
Karl Hans Joachim Janke (* 21. August 1909 in Kolberg, Pommern; † 15. Februar 1988 in Wermsdorf) war ein deutscher Künstler und pathologisierter Erfinder. Er verfertigte zahlreiche Modelle und Zeichnungen hauptsächlich zur Luft- und Raumfahrttechnik. Umstritten ist, ob seine Arbeiten Kunstwerke der Art brut sind.

## Leben und Werk
Karl Hans Janke war das einzige Kind der Eheleute Otto Karl Richard Janke und Hedwig geb. Steffen. Nach 1929 verkaufte Otto Janke sein Mietshaus mit zehn Wohnungen in Kolberg und erwarb das Restgut im nahegelegenen Dryhn im Kreis Kolberg-Körlin. Die Familie übersiedelte dorthin und bewirtschaftete das 132 Hektar große Gut. Karl Hans Janke besuchte nach eigenen Angaben das Domgymnasium Kolberg und die Vorbereitungsanstalt für Oberrealschulen in Stettin. Im Februar 1932 machte er an der Hindenburg-Oberrealschule in Berlin-Lichterfelde das Abitur.
Selbst behauptete er, nach seinem Abitur Abendkurse an der Technischen Hochschule Berlin belegt und an der Universität Greifswald drei Semester Zahnmedizin studiert zu haben. Belegt ist, dass Janke sich zu Ostern 1932 in Greifswald immatrikulieren ließ. Dort studierte er wahrscheinlich ein Semester lang Zahnmedizin. Der Zeitpunkt des Studienendes ist nicht mehr nachweisbar, vermutlich konnte er das Studium nicht fortsetzen, da er bereits erkrankt war. Ebenso erscheint es ausgeschlossen, dass er ein Ingenieurstudium begann. Unter den Einwohnern von Dryhn war er noch für 1937 als „Janke, Hans; Student“ aufgeführt, arbeitete aber vermutlich bereits auf dem Landgut seiner Eltern und beschäftigte sich in einer kleinen Werkstatt mit der Entwicklung von Flugzeugtypen. 1936 reichte er ein Patent zu einem „Flugzeug mit schwingender Tragfläche“ (Schwingenflugzeug) und 1939 eines zu einem „Standortsanzeiger, insbesondere für Luftfahrzeuge“ ein. Beide wurden 1943 vom Reichspatentamt erteilt. Dies zeigt, dass Janke sich selbst als Ingenieur, Erfinder und Originalgenie sah und nicht etwa als Künstler.
Während des Zweiten Weltkrieges erwarb das Deutsche Reich Dryhn, und auf dem elterlichen Gut wurde ein Artillerie-Schießplatz angelegt. Im Mai 1940 wurde Janke zur Wehrmacht eingezogen. Dort kam er das erste Mal im Mai 1941 zur Behandlung von Geisteskrankheiten in das Reserve-Kriegslazarett. Mit Verdacht auf Schizophrenie verlegte man ihn später in das Reservelazarett Haldensleben. Wegen seines Geisteszustandes wurde er im Januar 1943 endgültig aus der Wehrmacht entlassen. Nach dem Tod des Vaters 1945 und durch die Kriegswirren auf der Flucht gelangte er 1947 mit seiner Mutter nach Großenhain, wo er eine kleine Werkstatt betrieb. Der Tod der 79-jährigen Mutter am 6. August 1948 bereitete ihm derart psychische Probleme, dass er sich nicht mehr selbst versorgen konnte, und er verwahrloste zusehends. Nach eigener Aussage bekam er im Frühjahr 1949 ohne Bezugsschein keine Pappe und Papier mehr, darum brachte er in seinem Schaukasten folgenden Vermerk an: „Mit dem heutigen Tage dürfen keine Spielsachen für die Kinder mehr angefertigt werden, da wir das ‚Material‘ für Kanonen brauchen. A. Hitler. Drei Dinge sollen sie haben, 1.) eine große Schnauze zum tüchtigen Angeben. 2.) einen Fußball zum Austoben, 3.) ein Gewehr zum Kriegführen.“ woraufhin er verhaftet wurde. Auf Antrag von Sozialamt und Amtsarzt wurde Janke am 4. Juni 1949 vorübergehend in die Nervenklinik Arnsdorf eingewiesen. Mit der Diagnose einer chronisch paranoiden Schizophrenie, die von einem Erfinderwahn geprägt sei, erfolgte am 8. November 1950 seine Verlegung in die Krankenanstalten Hubertusburg in Wermsdorf, wo er den Rest seines Lebens verbrachte.
Bis zu seinem Tode schuf er ein umfassendes Œeuvre bestechender Zeichnungen, Skizzen und Modelle. Selbst gab er an, 300 bis 400 technische Neuerungen erfunden zu haben. Dazu fertigte er über 3000 Zeichnungen an, wovon heute noch etwa 2000 existieren. Außerdem baute er Modelle von Flugmobilen, futuristischen Raumschiffen und elektromechanischen Geräten, entwarf ein „Stammbuch der Menschheit“, verfasste politische und militärische Strategien und hinterließ einen äußerst umfangreichen Briefwechsel. Außerdem verfasste er Konzepte zur friedlichen Nutzung der Kernenergie und Entwürfe neuartiger Antriebe, die auf der Nutzung des Erdmagnetfeldes basierten.
Fast zwanzig Jahre lang lagerten Jankes Modelle und Alben unentdeckt in einem Abstellraum der Nervenklinik Hubertusburg. Im Jahr 2000 wurden sie auf einem Dachboden der Klinik durch den Chefarzt Peter Grampp wiederentdeckt. Die großformatigen Zeichnungen befanden sich in mehreren Obststiegen und waren von Janke platzsparend auf Postkartengröße zusammengefaltet worden. Unterzeichnet sind sie in eigenwilliger Schreibweise mit „Karl Hans (Joachim) Janke.“
Jankes Nachlass wurde an den 1998 gegründeten nach Hannah Greens Buch „Ich hab dir nie einen Rosengarten versprochen“ benannten Rosengarten e. V. übergeben. Der Verein widmet sich der Aufarbeitung von Jankes in fast 40 Jahren Klinikaufenthalt geschaffenem Werk. Aus dieser Arbeit resultierten seither zahlreiche Ausstellungen und Medienberichte. Jankes Werk wird meist der Art brut zugerechnet, was aber vermutlich aus einem Missverständnis seiner Intentionen resultiert. Jan Hoet vergleicht die Zeichnungen mit denen Leonardo da Vincis und äußerte sich darüber: „das Blatt ist von links nach rechts, von oben nach unten vollkommen. Es ist perfekt. Man kann nichts hinzufügen. Man kann auch nichts wegnehmen.“
In seinem Vermächtnis schrieb Janke „Ich bitte, die Bilder m. Eltern aufzubewahren mit den vielen Zeichnungen u. Modellen, die ich für Euch Menschen geschaffen habe.“
Karl Hans Jankes Urne wurde 1988 in einem Gemeinschaftsgrab auf dem Friedhof in Döbeln beigesetzt.

## Rezeption

### Ausstellungen
An dem Ort, wo Janke die meiste Zeit seines Lebens verbrachte, ist seit Juni 2007 in einer Dauer-Ausstellung ein kleiner, repräsentativer Querschnitt seines Schaffens zu sehen.
Die erste Einzelausstellung mit Werken von Karl Hans Janke wurde mit Öffnung der Sammlung Sächsisches Psychiatriemuseum am 12. Mai 2001 unter dem Titel Hans Janke – Erfinder, Künstler, Psychiatriepatient, Betrachtung eines Menschenlebens in einer Ausstellung vom Durchblick e. V. in Kooperation mit dem Rosengarten e. V. im Rahmen der Leipziger Museumsnacht eröffnet.
Eine weitere Präsentation von Werken Jankes erfolgte auf Anregung von Jan Hoet, dem ehemaligen Leiter der Documenta IX und Sohn eines Psychiaters. In Zusammenarbeit mit dem Stedelijk Museum voor Actuele Kunst Gent fand vom 20. Mai bis 15. Juli 2001 im belgischen Geel in Hoets Elternhaus und im Van Disselhuis, einer ehemaligen protestantischen Kirche, die Kunstausstellung Y.E.L.L.O.W. Tentoonstelling over Actuele Kunst en Psychiatrie statt.
Der Kunstverein Panitzsch veranstaltete im Sommer 2001 die Ausstellung Hans Janke – Ein Genie im Wahnsinn.
Im Sommer 2003 zeigte der Kurator und Janke-Forscher Peter Lang die erste umfangreiche Einzelausstellung zu Jankes Werk im Künstlerhaus Bethanien in Berlin und anschließend im Dresdner Festspielhaus Hellerau.
Die sanften Übergänge zwischen wissenschaftlicher Genialität, Kunst und Wahnsinn verdeutlichte 2007 das Historisch-technische Informationszentrum Peenemünde in seiner Ausstellung.
Eine weitere Janke-Ausstellung unter dem Titel Der Welt-Menschheit größte Erfindung folgte im Berblinger-Jahr 2011 im Stadthaus Ulm.
Die Sächsische Landesbibliothek – Staats- und Universitätsbibliothek Dresden, die in der Deutschen Fotothek etwa 3500 Digitalisate der Janke-Zeichnungen verwahrt, zeigte 2014/2015 die im Rahmen eines Praxisseminars am Institut für Geschichte der Technischen Universität Dresden erarbeitete studentische Ausstellung Wahnhaftes Erfinden.

### Theater
2008 schrieb und inszenierte Adriana Altaras am Hans Otto Theater in Potsdam ihr Stück „Der Fall Janke“. Hier wurden die zwei Biografien von Wernher von Braun als erfolgreichem Visionär und dem gescheiterten, nicht in die Praxis durchdringenden Janke gegeneinandergestellt. Ein besonderer Akzent wurde auf die Thematik der speziell ostdeutschen Psychiatrie und Wirklichkeit gelegt.
Karl Hans Jankes Leben bildet auch die Grundlage einer Theateradaption von Florian Caspar Seibel aus dem Jahr 2009. In „Der Phantast“ kontrastiert der Autor die persönliche Geschichte von Karl Hans Janke (im Stück Julius Tiberius Ferne genannt) mit dem Aufstieg des Raketentechnikers Hermann Oberth.

### Radio und Fernsehen
Am 3. Dezember 2007 wurde vom MDR Fernsehen die 45-minütige Dokumentation Genie und Wahnsinn – Der Fall Janke (Produktion: Michael Erler) gesendet, welche seither mehrfach (auch auf 3sat und Phoenix) wiederholt wurde.
Der Deutschlandfunk sendete am 25. April 2008 das Feature Jules Verne von der Heilanstalt.
Das Fernsehen des Mitteldeutschen Rundfunks strahlte am 27. April 2021 die 45-minütige Dokumentation Hubertusburg – Fürstenschloss im Dornröschenschlaf aus, in der Karl Hans Janke und sein Schaffen ein ausführliches Thema waren.